# 碧姬艷史
《貝基∙夏普》（英語：Becky Sharp）是1935年由鲁本·马穆利安执导，米丽亚姆·霍普金斯主演的美国历史剧情片，亚姆·霍普金斯因該電影曾获得奥斯卡最佳女主角提名。
这部电影改编自兰登·米切尔1899年的同名戏剧，而后者又改编自威廉·马克皮斯·萨克雷1848年的小说《浮華世界》。这部电影被认为是电影界的一个里程碑，因为它是第一部在整个拍攝过程中使用特藝七彩制作的故事片，之後英国和美国出現了越来越多的彩色电影。2019年，这部电影因“在文化、历史或美学上具有重要意义”而被國會圖書館选入國家影片登記表保存。
这部电影讲述了一个下层女孩潜入上流家庭，却眼睁睁地看着自己和周围人的生活被毁的故事。